# Gonán
A gonán, nem elfogadott nevén szterán a szteroidok alapváza. 64 sztereoizomerje létezik, a leggyakoribbak neve 5α-gonán és 5β-gonán.

A gonán gyűrűinek jelölése és speciális atomszámozása

5α-gonán
5β-gonán

## Fordítás
Ez a szócikk részben vagy egészben  a   Gonane című angol Wikipédia-szócikk ezen változatának fordításán alapul.  Az eredeti cikk szerkesztőit annak laptörténete sorolja fel. Ez a jelzés csupán a megfogalmazás eredetét és a szerzői jogokat jelzi, nem szolgál a cikkben szereplő információk forrásmegjelöléseként.